# Karl-Hans Lagershausen

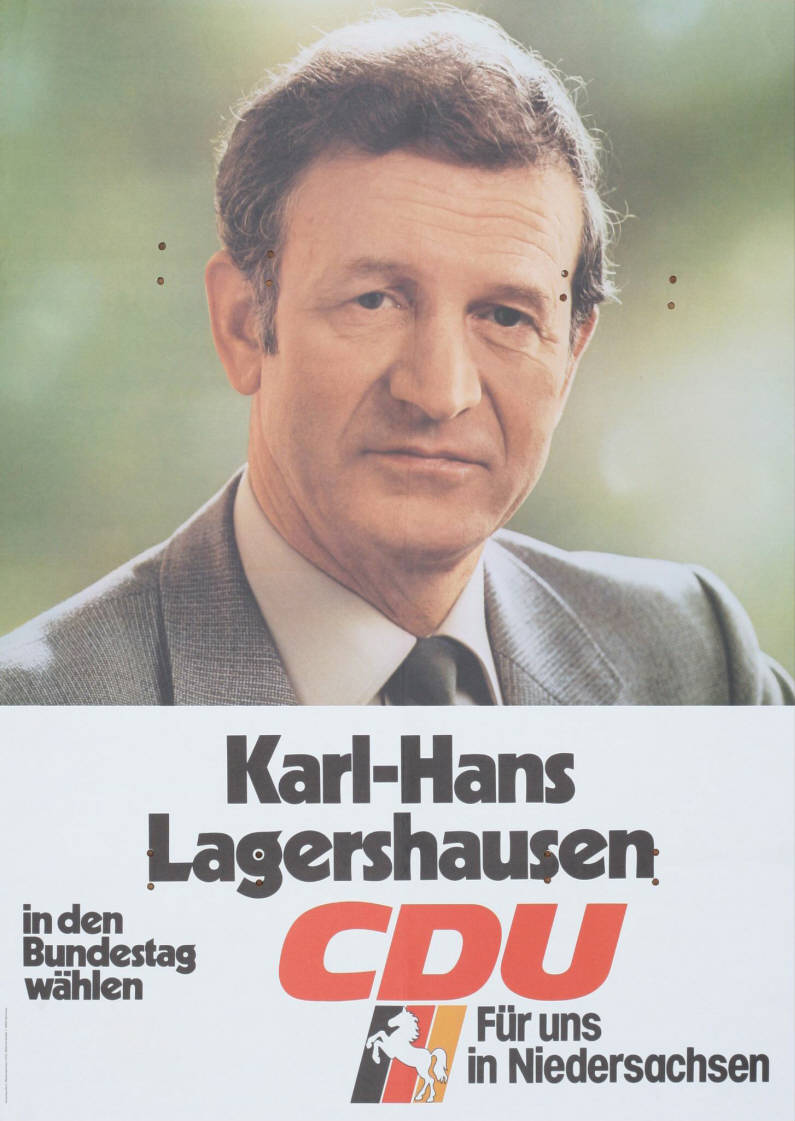
Kandidatenplakat zur Bundestagswahl 1980

Karl-Hans Lagershausen (* 19. April 1924 in Gittelde; † 31. August 1988 in Oldenburg) war ein deutscher Politiker (CDU).
Lagershausen beantragte am 18. Oktober 1942 die Aufnahme in die NSDAP und wurde rückwirkend zum 1. September desselben Jahres aufgenommen (Mitgliedsnummer 9.247.875). Er war 1942 bei der Kriegsmarine und absolvierte im Zweiten Weltkrieg Fronteinsätze bei mehreren Schnellbootverbänden. Er geriet in Kriegsgefangenschaft, aus der er 1945 entlassen wurde. Er begann danach eine landwirtschaftliche Ausbildung, die er 1948 beendete, und übernahm im Anschluss daran einen Hof in Schlüte im Landkreis Wesermarsch. Er war ab 1949 in der Wasserwirtschaft tätig. So war er unter anderem Vorstandsmitglied und Verbandsvorsteher. Er trat der CDU bei, für die er 1954 Gemeinderat wurde und zwei Jahre später in den Kreistag einzog. Von 1966 bis 1981 war er Kreisvorsitzender. Lagershausen war zudem Bürgermeister der Gemeinde Berne. In der sechsten Wahlperiode war er vom 6. Juni 1967 bis zum 20. Juni 1970 Mitglied des Niedersächsischen Landtages. Danach wechselte er in die Bundespolitik und war von 1972 bis 1983 Mitglied des Deutschen Bundestages.